# Bari Sardo
Bari Sardo település Olaszországban, Szardínia régióban, Ogliastra megyében. Lakosainak száma 3837 fő (2023. január 1.). Bari Sardo Cardedu, Ilbono, Lanusei, Tortolì és Loceri községekkel határos.

## Népesség
A település népességének változása:
| Lakosok száma | 3981 | 3993 | 3837 |
|               | 2017 | 2018 | 2023 |